# Cinéma de minuit
Le Cinéma de minuit est une émission de télévision française créée le 28 mars 1976, consacrée au cinéma dit « classique » ou ciné-club, parfois de films de série B et d'inédits, « raretés » ou « curiosités », souvent américains, français, italiens et moins souvent britanniques, espagnols voire mexicains, allemands et d'autres pays européens. Pendant près de quarante-trois ans, elle est diffusée chaque dimanche soir, sur la chaîne publique française FR3 puis lorsqu'elle devient France 3. À l'origine, elle se termine aux alentours de minuit, d'où son titre.
Le 21 janvier 2019, l'émission change de chaîne publique et de case de diffusion. Toujours présentée par son producteur Patrick Brion, elle est diffusée juste avant minuit chaque lundi soir, sur France 5. Sur la même chaîne, du 30 janvier au 22 mai 2021, l'émission est programmée le samedi vers minuit. Le 3 septembre 2021 et après une pause estivale de trois mois, l'émission revient sur France 3 mais elle est diffusée dans la nuit du vendredi au samedi, selon une programmation plus proche de 1 h du matin.
Le 20 décembre 2024, créateur à la tête du ciné-club depuis 1976, l'historien du cinéma Patrick Brion présente le dernier film qu'il a sélectionné, en l'occurrence César de Marcel Pagnol. Dans un communiqué lui rendant hommage pour son importance dans la cinéphilie télévisuelle, France Télévision annonce toutefois que son rendez-vous cinéma va se poursuivre sans lui. Interrogé concernant les motifs ayant entraîné son départ, le producteur Patrick Brion souhaite que l'émission soit maintenue. Pour lui succéder à partir du 10 janvier 2025, la journaliste et productrice Élodie Drouard assure la programmation de l'émission mais sans commentaires préalables à chaque film, dont la présentation est dès lors supprimée.

## Histoire
Lors de sa création le 1er janvier 1975, FR3 est définie comme la chaîne du cinéma et, à ce titre, est autorisée par son cahier des charges à diffuser 208 films par an avec une diffusion chaque soir à 20 h 30. Les propriétaires de salles de cinéma, qui s'inquiètent d'une concurrence déloyale, ne tardent pas à se plaindre et demandent au BLIC d'engager une négociation avec FR3 pour réviser à la baisse le nombre de jours autorisant la diffusion de films sur son antenne. Le 15 avril 1975, le président-directeur général de FR3, Claude Contamine, entame des négociations et accepte de supprimer la diffusion du film du vendredi, du samedi et du dimanche soir, ainsi que douze diffusions de films le mercredi soir tout en créant en contrepartie une case ciné-club le dimanche soir à 22 h 30. L'accord est finalisé le 16 janvier 1976 et Cinéma de minuit est créé le 28 mars 1976 par l'historien du cinéma Patrick Brion, également initiateur avec Claude-Jean Philippe du Ciné-club de la deuxième chaîne de l'ORTF en 1971.
Jusqu'au début des années 1990, cette émission est programmée à 22 h 30 et se termine ainsi vers minuit.
La première œuvre diffusée dans le cadre de Cinéma de minuit est La Tentatrice, film muet américain de Fred Niblo (1926), avec Greta Garbo.
L'indicatif musical du générique de l'émission est Les Étoiles du cinéma, musique composée par Francis Lai et interprétée au violoncelle et à la guitare,.
Après Thalassa, il s'agit de la plus ancienne émission de FR3 toujours diffusée sur France 3. En janvier 2019, Cinéma de minuit change de chaîne et de jour. Il est diffusé alors les lundis soirs, avant minuit, sur France 5 dans le cadre des soirée cinémas dès 20 h 50 avec Place au cinéma.
Le 13 septembre 2019, le critique de cinéma Philippe Rouyer transmet via Twitter l'information selon laquelle  le contrat unissant France Télévisions et Patrick Brion ne sera pas renouvelé pour 2020. Plusieurs cinéphiles pensent alors que l'émission s'arrêtera définitivement en décembre 2019 après plus de 43 ans d'existence. France Télévisions par le biais d'une attachée de presse rectifie à demi-mot ces propos, annonçant qu'une émission perdurerait sous le même nom et toujours sur France 5 en 2020. Pourtant, en opposition à la politique culturelle du groupe de service public et à la suite de l'éviction de son présentateur historique, de grands noms du cinéma, des réalisateurs, des acteurs, des cinéphiles connus ou anonymes lancent une tribune et pétition de soutien à Patrick Brion le 15 septembre 2019, destinée à France Télévisions. La tribune est relayée le 16 septembre dans la presse, par l'hebdomadaire Marianne mais aussi l'Obs, le Figaro, Mediapart... Avec plus de 4 500 signatures en trois jours, France Télévisions annonce le 17 septembre le maintien de Patrick Brion et de l'émission. Malgré cela, France Télévisions décide d'interrompre l'émission de mi-décembre 2019 à fin février 2020 pour une reprise en mars 2020 et ce pour 15 séances jusqu'à l'été : ceci constituant la plus longue interruption depuis la création de l'émission (alors que la période des fêtes était jadis propice aux rediffusions de grands chefs-d'œuvre, comme par exemple Autant en emporte le vent, Chantons sous la pluie, West Side Story, ou au moins à des festivals de dessins animés de Tex Avery).
De mi-mars à début juin 2020, pendant le confinement puis le « déconfinement » lié à la crise du Covid-19, seul le film est diffusé (la présentation de l'émission par Patrick Brion et le générique de l'émission disparaissent).
Du 30 janvier au 22 mai 2021, Cinéma de minuit est diffusé le samedi encore sur France 5 avant de revenir à partir du 3 septembre 2021 le vendredi sur France 3, sa chaîne historique.
Patrick Brion achève donc sa programmation en décembre 2024, après plus de 48 ans de présence à l'écan, avec la rediffusion de la trilogie marseillaise de Marcel Pagnol. À partir du 10 janvier 2025, la productrice Elodie Drouard reprend la programmation de l'émission, avec le film dramatique américain The Woman Condemned de la réalisatrice Dorothy Davenport et sorti en 1934, traitant d'un procès à la suite d'une affaire criminelle dans une station de radio.

## Principe de l'émission
Les œuvres programmées, qui appartiennent au patrimoine cinématographique mondial, sont diffusées en version originale sous-titrée en français et, en règle générale, dans leur format pellicule d'origine. Depuis le transfert de l'émission sur France 5 en janvier 2019, les films étrangers sont diffusés en version multilingue. Les films sont la plupart du temps regroupés en cycles (cycle « Aspects du cinéma français », cycle « Douglas Sirk », cycle « Cinéma britannique », etc.). Chaque film est précédé d'une courte séquence de présentation en voix off assurée par Patrick Brion, tandis que se succèdent à l'écran des photographies de tournage ou des affiches de cinéma.
Alors que les grandes chaînes historiques (TF1, France 2 et France 3) ont cessé depuis longtemps de diffuser des films anciens ou « classiques » à des heures de grande écoute, le Cinéma de minuit est, aujourd'hui, l'ultime émission proposant des œuvres de ciné-club à une fréquence régulière, bien qu'à un horaire tardif. La diffusion de telles œuvres est mentionnée dans le cahier des charges imposé aux chaînes par le CSA.

## Générique devenu culte
Le générique de l'émission est sans doute l'un des plus célèbres de la télévision française. S'il s'agit à l'origine d'une succession de gros plans et de travellings montrant différents détails d'une seule photographie prise lors du tournage du film de Fritz Lang Les Contrebandiers de Moonfleet (Moonfleet), depuis les années 1980, le deuxième générique comprend un banc-titre de photographies successives de différents célèbres longs-métrages, représentant des couples composés d'un acteur et d'une actrice, changeant alternativement en fondu enchaîné. On voit ainsi apparaître successivement, Greta Garbo et John Gilbert dans La Chair et le diable, Greta Garbo et Robert Taylor dans Le Roman de Marguerite Gautier, Vivien Leigh et Robert Taylor dans La Valse dans l'ombre, Vivien Leigh et Clark Gable dans Autant en emporte le vent, Ava Gardner et Clark Gable dans Mogambo, Ava Gardner et Humphrey Bogart dans La Comtesse aux pieds nus, Ingrid Bergman et Humphrey Bogart dans Casablanca, Ingrid Bergman et Gary Cooper dans Pour qui sonne le glas). La bande musicale reprend toutefois le même motif utilisé depuis la création mais plus ou moins modifié avec d'autres arrangements musicaux, selon la période. Intitulé Les Étoiles du cinéma et composé par Francis Lai, le titre est déclidé dans une version plus orchestrale ou principalement interprétée au violoncelle et à la guitare.
Après le départ de Patrick Brion en décembre 2024, la programmation se poursuit en janvier 2025, avec un nouvele habillage graphique et un générique vidéo renouvelé, un thème musical dérivé de Francis Lai, ponctué de trois extraits sonores du dialogue de films français comme Les Demoiselles de Rochefort, Cléo de 5 à 7 et César.